# Gisela Mauermayer

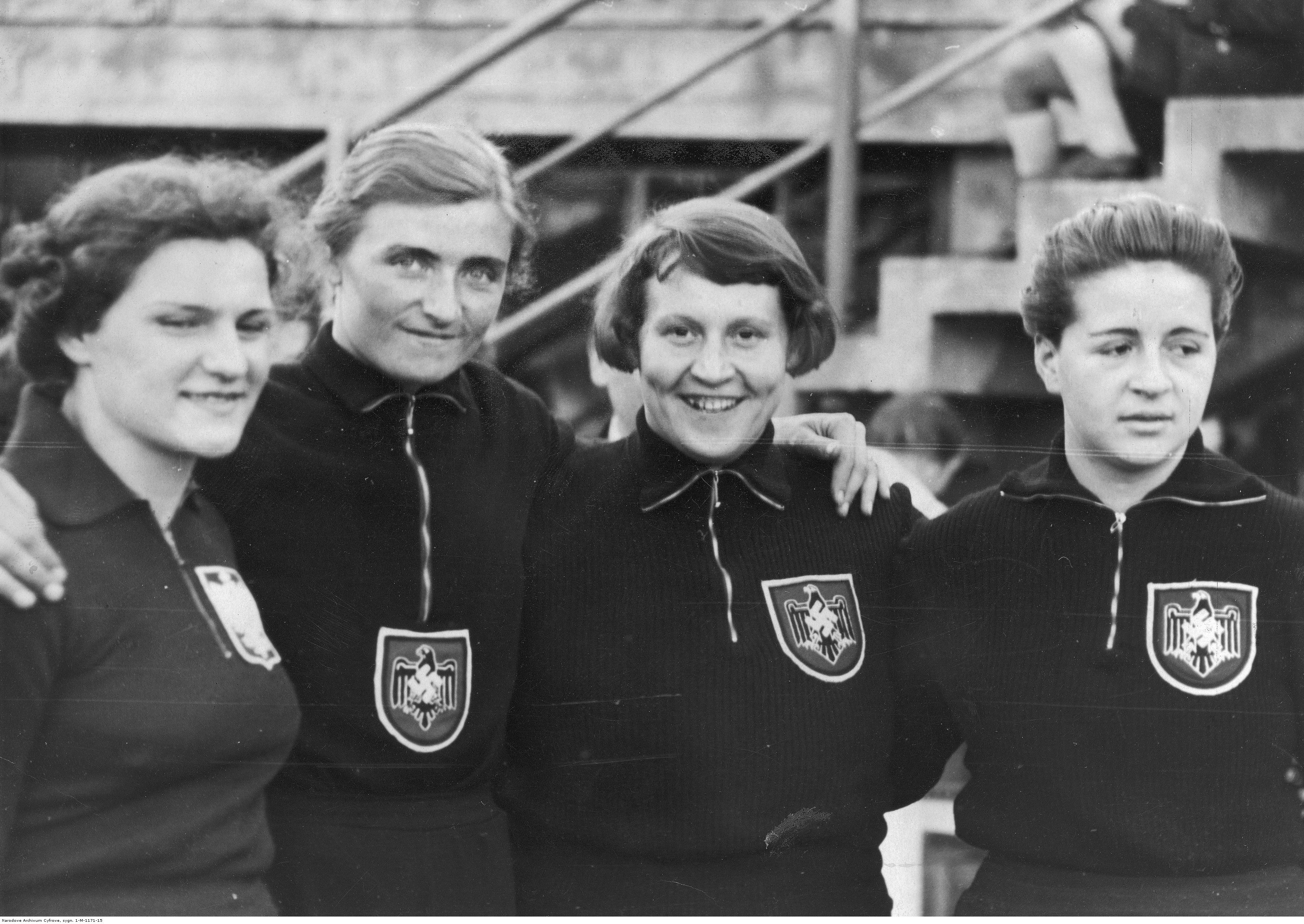
Europameisterschaften 1938, Kugelstoßen Frauen: (links nach rechts) Wanda Flakowicz (Bronze), Mauermayer (Silber), Hermine Schröder (Gold), Helma Wessel (Vierte)

Gisela Mauermayer (* 24. November 1913 in München; † 9. Januar 1995 ebenda) war eine deutsche Leichtathletin.

## Leben
Mauermayer gewann bei den Olympischen Spielen 1936 in Berlin im Diskuswurf die Goldmedaille (47,63 m – 41,64 m – 40,70 m – 36,27 m – 43,54 m – 44,26 m).
Erfolgreich war sie auch im Kugelstoßen und im Fünfkampf: Bei den 4. Frauen-Weltspielen 1934 gewann sie das Kugelstoßen (13,67 m), wurde Zweite im Diskuswurf (40,65 m) und siegte im Fünfkampf mit einem Weltrekord von 377 Punkten nach damaliger Tabelle (Kugelstoßen: 13,44 m, Weitsprung: 5,51 m, 100 m: 13,0 s, Hochsprung: 1,52 m, Speerwurf: 32,90 m). Bei den Leichtathletik-Europameisterschaften 1938 siegte sie im Diskuswurf (43,20 - 43,58 - 42,94 - 40,29 - 40,11 - 44,80 m), und sie wurde Zweite im Kugelstoßen mit 13,27 m.
Gisela Mauermayer begann 1926 mit der Leichtathletik, startete 1930 bei den Frauen-Weltspielen in Prag zum ersten Mal international und war bereits 1934 Weltrekordlerin im Fünfkampf und im Kugelstoßen. Da beide Disziplinen nicht ins Programm der Olympischen Spiele 1936 aufgenommen worden waren, konzentrierte sie sich auf den Diskuswurf. Insgesamt wurde sie zwanzigfache Deutsche Meisterin: Sieben Titel im Kugelstoßen (1934, 1937, 1938, 1939, 1940, 1941 und 1942), neun im Diskuswurf (1934, 1935, 1936, 1937, 1938, 1939, 1940, 1941, 1942), einmal im Schleuderballwurf (1934) und drei im Fünfkampf (1933, 1934 und 1938).
1942 beendete sie ihre Sportlerlaufbahn. Von 1938 bis zum Ende des Zweiten Weltkrieges war sie Sportlehrerin am Städtischen Luisengymnasium. Auch wenn Frauenwettkampfsport in manchen Teilen der NSDAP nicht gewollt war, so wurden erfolgreiche Sportlerinnen doch von der Partei hofiert.
Auf Grund ihrer Nazi-Vergangenheit – sie war bereits zum 1. April 1932 der NSDAP beigetreten (Mitgliedsnummer 925.754) – bekam sie nach dem Zweiten Weltkrieg keine Anstellung als Lehrerin. Sie studierte daraufhin Biologie, promovierte und war als Regierungsrätin von 1954 bis 1975 Leiterin der Bibliothek der Zoologischen Staatssammlung in München.
Gisela Mauermayer startete für den TV Nymphenburg München und trainierte bei Josef Zachmeier. In ihrer Wettkampfzeit war sie 1,72 m groß und wog 70 kg.
Gisela Mauermayer gehörte 1951 zu den Mitbegründerinnen des ersten Frauenausschusses des Deutschen Sportbundes, dem sie bis 1967 als aktives Mitglied angehörte. Das NOK für Deutschland wählte sie als Persönliches Mitglied und berief sie später in den Ältestenrat, dem sie bis zu ihrem Lebensende angehörte. Das NOK benannte sie darüber hinaus bei der konstituierenden Sitzung des Vorstandes der Stiftung Deutsche Sporthilfe am 12. Juli 1967 zur NOK-Vertreterin.